# OPC Security
OPC Security – specyfikacja OPC Security ma służyć zapewnieniu bezpieczeństwa dostępu do danych oferowanych przez serwery OPC. Umożliwia poprawną weryfikację klienta OPC, który chce uzyskać dostęp i poprawności transmisji (czy dane nie zostały zmienione). Specyfikacja Security definiuje jak serwer OPC powinien wykorzystywać mechanizmy systemu operacyjnego do zapewnienia bezpieczeństwa. W specyfikacji zawarte są również wskazówki jak należy implementować klienta OPC aby był w stanie korzystać z usług oferowanych przez serwer OPC..